# Alice Calaba
Alice Calaba (Aosta, 23 gennaio 2002) è una sciatrice alpina italiana.

## Biografia
Specialista delle prove veloci originaria di Gaby e attiva dal novembre del 2018, Alice Calaba ha esordito in Coppa Europa il 5 febbraio 2020 a Pila in discesa libera (54ª) e ai Mondiali juniores di Sankt Anton am Arlberg 2023 ha vinto la medaglia di bronzo nel supergigante e nella combinata a squadre; non ha debuttato in Coppa del Mondo  e non ha preso parte a rassegne olimpiche o iridate. È inattiva per infortunio dal marzo del 2023.

## Palmarès

### Mondiali juniores
- 2 medaglie:
  - 2 bronzi (supergigante, combinata a squadre a Sankt Anton am Arlberg 2023)

### Coppa Europa
- Miglior piazzamento in classifica generale: 116ª nel 2023